# Substância primária
Substância primária ou padrão primário é uma substância que deve atender alguns requisitos:
1) Grau de pureza superior a 99,95% (obtida normalmente por recristalização).
2) De fácil secagem (dessecação).
3) Estável tanto em solução como no estado sólido.
4) Não higroscópico, nem reagirem com substâncias existentes no ar.
5) Não reagir com a luz.

## Alguns Padrões
Entre as substâncias usadas para a preparação de soluções padrão aquosas de ácidos e bases, exatamente pelas características listadas acima exemplos típicos são o hidrogenoftalato de potássio, para titulação de soluções básicas e o carbonato de sódio, para titulação de soluções ácidas, como o ácido clorídrico, o ácido sulfúrico e ácido nítrico.
O hidrogenoftalato de potássio (usualmente chamado de KHP) é ainda utilizado para a titulação de soluções de ácido perclórico e ácido acético
Alguns outros exemplos de padrões primários:
- Trióxido de arsênio para produzir solução de arsenito de sódio para a padronização de soluções de periodato de sódio, também para soluções iodo e soluções de Sulfato de cério (IV) padronizadas por tiossulfato de sódio)
- Ácido benzoico para a padronização de soluções básicas não aquosas: hidróxido de sódio ou hidróxido de potássio alcoólico, TBAH, e álcali metanolatos em metanol, isopropanol, or DMF
- Bromato de potássio (KBrO3) para a padronização de soluções de tiossulfato de sódio
- Cloreto de sódio para a padronização de soluções de nitrato de prata
- Ácido sulfanílico para padronização de soluções de nitrito de sódio
- Zinco em pó, após ser dissolvido em ácido sulfúrico ou nítrico, para a padronização de soluções de EDTA